# Acte III de la décentralisation
En France, l'acte III de la décentralisation est le nom donné à une série de réformes des collectivités territoriales françaises adoptées à partir de 2013 sous la présidence de François Hollande.
Ces réformes reviennent en partie sur la réforme des collectivités territoriales adoptée sous la présidence de Nicolas Sarkozy.
Ainsi, l'acte III de la décentralisation porte sur la réforme des modes de scrutin des collectivités et intercommunalités, la clarification de leurs compétences, le périmètre des intercommunalités et un redécoupage des régions.

## Réforme des modes de scrutin
La réforme de 2010 avait créé un nouvel élu, le conseiller territorial, devant siéger à la fois au conseil général et au conseil régional. Les premières élections territoriales étaient prévues en 2014. La suppression de cette disposition a toutefois été votée par les deux assemblées du Parlement en 2011 et 2012.
La loi du 17 mai 2013 relative à l'élection des conseillers départementaux, des conseillers municipaux et des conseillers intercommunaux, et modifiant le calendrier électoral, réforme les modes de scrutin des élections municipales et cantonales (rebaptisées « départementales »), ainsi que le mode de désignation des conseillers des intercommunalités. Un redécoupage général des cantons par décrets en Conseil d'État est effectué consécutivement à cette loi.
| Avant la réforme | Loi du 17 mai 2013 |
| --- | --- |
| Élections municipales - Commune de moins de 3 500 habitants : scrutin majoritaire plurinominal. - Commune de plus de 3 500 habitants : scrutin proportionnel de liste avec prime majoritaire de 50 % des sièges. | Élections municipales - Commune de moins de 1 000 habitants : scrutin majoritaire plurinominal. - Commune de plus de 1 000 habitants : scrutin proportionnel de liste avec prime majoritaire de 50 % des sièges. |
| Désignation des délégués communautaires Les délégués de la commune au conseil de l'intercommunalité sont élus par le conseil municipal en son sein. | Élection des conseillers communautaires - Commune de moins de 1 000 habitants : les membres du conseil municipal sont conseillers communautaires dans l'ordre du tableau. - Commune de plus de 1 000 habitants : les conseillers communautaires sont élus lors des élections municipales, en même temps et sur la même liste de candidats que les conseillers municipaux (scrutin fléché).                     |
| Élections cantonales Scrutin uninominal majoritaire à deux tours. Un candidat peut se maintenir au second tour s'il atteint 12,5 % des inscrits (ou, si moins de deux candidats atteignent ce seuil, les deux candidats arrivés en tête). Le conseil général est renouvelé par moitié tous les trois ans. La réforme de 2010 prévoyait le même type de scrutin pour l'élection du conseiller territorial avec un renouvellement intégral tous les six ans. Les prochaines élections étaient fixées pour 2014. | Élections départementales Scrutin binominal majoritaire à deux tours. Les candidatures sont déposées sous la forme d'un binôme femme-homme. Un binôme peut se maintenir au second tour s'il atteint 12,5 % des inscrits (ou, si moins de deux binômes atteignent ce seuil, les deux binômes arrivés en tête). Le Conseil général rebaptisé Conseil départemental est renouvelé intégralement tous les six ans. |
| Élections régionales Scrutin proportionnel de liste avec prime majoritaire d'un quart des sièges. Le conseil régional est renouvelé intégralement tous les six ans. La réforme de 2010 prévoyait que les conseillers territoriaux siègent également au conseil régional. Les prochaines élections étaient fixées pour 2014. | Élections régionales Scrutin proportionnel de liste avec prime majoritaire d'un quart des sièges. Le conseil régional est renouvelé intégralement tous les six ans. |

## Modernisation de l'action publique territoriale et affirmation des métropoles

### Processus de décentralisation
L'acte III de la décentralisation est initié par le président de la République le 5 octobre 2012, devant les États généraux de la démocratie territoriale organisés par le Sénat. Il s'inscrit dans la logique du processus de décentralisation initié en 1982 mais se veut différent des initiatives portées par les précédents gouvernements : « ce n'est ni principalement un texte de transfert de compétences de l'État aux collectivités, à la différence de la loi du 13 août 2004, ni une tentative de spécialisation uniforme des compétences des collectivités territoriales, telle que prévue par la loi du 16 décembre 2010. Cette réforme vise à renforcer l'efficacité de la puissance publique, qu'elle soit nationale ou locale, et à améliorer la qualité du service public, en s'appuyant sur les collectivités territoriales et en clarifiant l'exercice de leurs compétences. »
Cette réforme s'organise en trois projets de loi :
- le projet de loi de modernisation de l'action publique territoriale et d'affirmation des métropoles ;
- le projet de loi de mobilisation des régions pour la croissance et l'emploi et de promotion de l'égalité des territoires[7] qui porte sur les compétences des collectivités et accroît notamment les pouvoirs des régions en matière économique, de formation professionnelle, d'apprentissage, d'orientation, d'enseignement supérieur ;
- le projet de loi de développement des solidarités territoriales et de la démocratie locale[8] qui vise à clarifier les compétences des régions notamment en matière de transports, de logement étudiant, de langues régionales et d'énergie et contient également des dispositions sur la transparence financière, le droit de pétition, l'accès aux données publiques des collectivités et les compétences des intercommunalités.

Finalement, en janvier 2014, le gouvernement annonce que les deux derniers projets seront « agglomérés » en un seul qui prévoira notamment des compétences exclusives pour les régions et les départements et la suppression de la clause de compétence générale, la « prescriptibilité » des schémas adoptés par les régions qui deviendront ainsi opposables aux autres collectivités ainsi que des incitations à la fusion entre collectivités. Ce projet de loi devrait être présenté au conseil des ministres du 2 avril 2014, et devrait mettre en œuvre le discours du président de la République du 18 janvier 2014 à Tulle, où il avait évoqué une organisation territoriale devenue « trop compliquée, trop lourde et trop coûteuse ». Le projet devrait également comprendre des dispositions attribuant aux régions des compétences exclusives dans les domaines du développement économique, de l'innovation, de la recherche et des transports interurbains.

### Loi de modernisation de l'action publique territoriale et d'affirmation des métropoles
La loi du 27 janvier 2014 de modernisation de l'action publique territoriale et d'affirmation des métropoles, dite « loi MAPTAM », vise à clarifier les compétences des collectivités territoriales en créant des « conférences territoriales de l'action publique » (CTAP), organes de concertation entre les collectivités.
Elle rétablit la clause de compétence générale des départements et des régions (qui sera ensuite supprimée à nouveau en 2015 par la loi NOTRe)
Elle crée plusieurs métropoles, dont trois dotées de règles particulières :
- la métropole du Grand Paris, concerne Paris et la petite couronne[13]. Le projet de loi prévoit également l'intégration de toutes les autres communes d'Île-de-France dans des établissements publics de coopération intercommunale (EPCI) à fiscalité propre, d'une population minimale de 200 000 habitants[14] ;
- la métropole d'Aix-Marseille-Provence, en fusionnant les six intercommunalités dont au moins une des communes appartient à l'unité urbaine de Marseille[15] ;
- la métropole de Lyon, qui remplace la Communauté urbaine de Lyon et exerce, sur son périmètre, les compétences du département du Rhône[16]. La métropole de Lyon est une collectivité à statut particulier, au sens de l'article 72 de la Constitution.

D'autres métropoles sont créées au 1er janvier 2015 en refondant le statut prévu par la loi du 16 décembre 2010 de réforme des collectivités territoriales.
À la suite d'un accord en commission mixte paritaire, un texte définitif est adopté par les deux chambres le 19 décembre 2013 et validé par le Conseil constitutionnel le 23 janvier 2014.

## Redécoupage des régions et compétences des collectivités

### Nouvelles orientations de la réforme territoriale (janvier-avril 2014)
Dans sa conférence de presse du 14 janvier 2014, François Hollande annonce que les regroupements de départements seront incités, tout en restant opposé à leur suppression : « Des territoires ruraux perdraient en qualité de vie sans générer d'économies supplémentaires ». Il dit en particulier souhaiter « en terminer avec les enchevêtrements, les doublons et les confusions. Les régions se verront confier, dans une prochaine loi de décentralisation, de nouvelles responsabilités et seront même dotées d’un pouvoir réglementaire local d’adaptation, pour donner plus de liberté aux élus pour travailler. Une clarification stricte des compétences entre collectivités sera introduite. Les collectivités seront également incitées et invitées à se rapprocher. Les régions, d’abord, dont le nombre peut aussi évoluer […] Ensuite, les départements, ceux qui sont situés dans les grandes aires métropolitaines devront redéfinir leur avenir. C’est ce qui s’est fait, notamment dans le Rhône avec Lyon. […] ». Il précise également que les dotations de l’État varieront selon les regroupements qui seront faits, constituant ainsi une incitation au regroupement.
Dans son discours de politique générale du 8 avril 2014, le nouveau Premier ministre Manuel Valls va plus loin que le président en proposant la suppression des « conseils départementaux » à « l'horizon de 2021 », suivant ainsi une position qu'il avait déjà affichée en 2010 dans son livre « Pouvoir ». Les autres objectifs affichés sont : 
- réduire de moitié le nombre de régions dans l’hexagone,
- une nouvelle carte intercommunale, fondée sur les bassins de vie qui entrerait en vigueur au 1er janvier 2018
- la clarification des compétences, avec en particulier la suppression de la clause de compétence générale[21].

### Premier projet de loi (avril 2014)
L'avant-projet de loi « clarifiant l'organisation territoriale de la République », attendu depuis 2013, est déposé au Conseil d'État par la ministre de la Décentralisation, de la réforme de l'État et de la fonction publique le jeudi 24 avril. Dans ses attendus, le texte entend « mettre en œuvre, en s’appuyant sur les initiatives locales, les orientations fixées par le président de la République à l’occasion de sa conférence de presse du 14 janvier que le Premier ministre a précisées lors de sa déclaration de politique générale du 8 avril dernier : un redressement appuyé sur une réforme structurelle renforçant l’efficacité de l’action des collectivités territoriales ». Mais le redécoupage territorial ne serait pas imposé par ce projet de loi : les collectivités seraient incitées à réviser elles-mêmes leur périmètre, la nécessité de consulter les populations locales serait supprimée et le 30 juin 2015 fixé comme date butoir pour les fusions volontaires.
La clause de compétence générale avait été supprimée par l'article 73 de la loi de réforme des collectivités territoriales du 16 décembre 2010, à compter du 1er janvier 2015 puis réintroduite par l’article 1 de la loi de modernisation de l'action publique territoriale et d'affirmation des métropoles du 27 janvier 2014. Elle serait à nouveau supprimée et des compétences spécifiques et exclusives seraient confiées par la loi à un niveau de collectivité.
Les régions se verraient ainsi confiées l'exclusivité de la compétence des transports interurbains et scolaires et hériteraient d'un rôle important en matière de développement économique avec les compétences exclusives suivantes :
- l’animation des pôles de compétitivité (en dehors de ceux à vocation mondiale) ;
- les aides directes aux entreprises, sur lesquelles le ministère ambitionne de faire cesser les « conflits » entre niveaux de collectivités ;
- la possibilité d'entrer au capital de sociétés commerciales, en s’affranchissant du décret en Conseil d’État précédemment nécessaire ;
- le soutien aux organismes de participation à la création ou à la reprise d’entreprises.

Le titre III du projet de loi offrirait aux départements la possibilité d’étendre aux domaines de la voirie, à l’aménagement et à l’habitat le champ de l’assistance technique pour des raisons de solidarité et d’aménagement du territoire (ATESAT) qu’ils assumaient précédemment pour l’eau et l’assainissement et rappelle les compétences actuelles des départements. Leur suppression est à peine évoquée dans le titre III « Solidarité et égalité des territoires » pour indiquer que « le débat pourra s'engager sereinement sur les modalités de suppression des conseils départementaux à l'horizon 2021 ».
Sur le plan de l'intercommunalité, le texte prévoit dans son titre II consacré à l’intégration communautaire, un accroissement de la taille minimale des établissements publics de coopération intercommunale à fiscalité propre de 5 000 à 10 000 habitants au 1er janvier 2018, dans la perspective d'obtenir des intercommunalités correspondant aux bassins de vie, notion sur laquelle le nouveau Commissariat général à l'Égalité des territoires, créé en mars 2014, est appelé à travailler par le gouvernement en prévision de cette nouvelle carte intercommunale. Enfin le texte prévoit le vote d'une loi spécifique de modification de la carte des régions avant le 1er janvier 2017 et précise le calendrier.
Ce projet de loi devait être présenté en conseil des ministres le 14 mai 2014 pour être examiné ensuite au Sénat vers la fin juin, mais ne sera finalement pas déposé car une nouvelle orientation intervient en mai 2014.

### Projets de loi de juin 2014
Le 6 mai 2014, François Hollande déclare qu'il souhaite accélérer et rendre plus ambitieuse la réforme territoriale qu'il avait annoncée en janvier. Il se dit une nouvelle fois favorable à une diminution du nombre de régions à « 11 ou 12 » et se prononce de manière catégorique sur la suppression des départements, ce qui est nouveau : « Pour les départements, je pense que les conseils généraux ont vécu », sans toutefois fixer d'échéance. Dans une tribune publiée le 3 juin dans la presse quotidienne régionale, le président de la République annonce vouloir réduire le nombre de régions de 22 à 13 et redessiner l'intercommunalité sur la base de populations d'au moins 20 000 habitants.
Deux projets de loi sont adoptés en Conseil des ministres le 18 juin et déposés le même jour au Sénat :
- le premier est relatif à la délimitation des régions, qui passent de 22 à 13 à partir du 1er janvier 2016, et aux élections régionales qui devaient en principe avoir lieu en mars 2015 et qui sont reportées à décembre 2015[29],[30] ; cette loi est adoptée par le Parlement en décembre 2014 et promulguée le 16 janvier 2015 ;
- le second « portant nouvelle organisation territoriale de la République » renforce les compétences des régions au détriment de celles des départements et engage une nouvelle phase de rationalisation de l’intercommunalité[31].

### Vers une suppression des départements à l'horizon 2020?
La suppression des départements, annoncée par Manuel Valls en avril 2014 requiert une révision constitutionnelle. Un rapport d’information du Sénat précisait en effet déjà en 2009 que la mention expresse, à l'article 72 de la Constitution, des communes, départements et régions interdit de supprimer l'une de ces catégories de collectivités territoriales sans révision préalable de la Constitution.
Pour réviser la Constitution, un vote à la majorité simple à l'Assemblée et au Sénat, puis l'accord des trois cinquièmes du Parlement réuni en congrès, ou du peuple français par voie de référendum, est nécessaire. Ces conditions seraient difficiles à remplir, compte tenu du poids des présidents de conseils généraux à l’Assemblée et de l'impopularité du pouvoir. Ainsi, plusieurs hypothèses circulent : les départements pourraient être maintenus en milieu rural, alors qu'en milieu urbain les métropoles pourraient leur substituées (suivant l'exemple de la métropole de Lyon créée en 2015) ou encore les conseillers départementaux seraient remplacés par les présidents d'intercommunalité élus au suffrage direct, voire par les conseillers régionaux. Les futures compétences de ces départements reconfigurés seraient elles-mêmes redéfinies.
Finalement, la tribune de François Hollande du 3 juin 2014 annonce que les conseils généraux ne seront pas supprimés dans l'immédiat, mais à l'horizon 2020, si une majorité se dessine pour permettre l'aboutissement d'une révision constitutionnelle. Les élections pour les conseils départementaux seront fixées à l'automne 2015, avec le mode de scrutin adopté par la loi du 17 mai 2013, et donc selon le découpage cantonal défini par les décrets de février 2014. Les élections régionales sont prévues à la fin de l'année 2015.
La question du maintien des départements en zone rurale s'est toutefois posée dès le dépôt du texte de projet de loi. Devant cette suggestion du groupe PS du Sénat pour le maintien du département en zones rurales, le Premier ministre déclare le 3 juillet que le gouvernement serait « très ouvert aux propositions que le Parlement sera amené à faire » en la matière. Selon La Gazette des communes, il réitère sa position le 15 juillet lors de séances privées avec des groupes de parlementaires puis publiquement le 29 août devant la Fédération nationale des élus socialistes et républicains réunis à La Rochelle. Il apporte quelques précisions lors d'un déplacement dans la Marne le 12 septembre. Selon lui, il pourrait y avoir trois cas : 
- dans les départements dotés d'une métropole, il y aurait fusion du département avec le territoire métropolitain, comme pour la métropole de Lyon ;
- dans les départements dotés d'intercommunalités fortes, les compétences du département pourraient être transférées à une fédération d'intercommunalités ;
- dans les autres départements, « là où les communautés de communes n'auront pas la masse critique suffisante, la force, pour assumer les compétences départementales, là, le conseil départemental  perdurera, avec des compétences simplifiées ».

Enfin dans son discours de politique générale du 17 septembre 2014, Manuel Valls confirme que « Dans les départements — notamment ruraux — où les communautés de communes n'atteignent pas la masse critique, le conseil départemental sera maintenu, avec des compétences clarifiées ».
Les départements ont su faire preuve une nouvelle fois d’une grande capacité de résilience et sont parvenus à conserver leur place dans la structure territoriale. Promulguée le 7 août 2015, la loi portant nouvelle organisation territoriale de la République (NOTRe) consacre une redéfinition des compétences départementales et régionales. Au fil des mois, la répartition des compétences entre ces deux collectivités a évolué et les transferts sont moins nombreux qu'initialement prévus (exemple du recul sur le transfert des collèges aux régions). Pour autant, à compter du 1er janvier 2017, les régions sont chargées à la place des départements des transports scolaires (hormis les services de transport spécial des élèves handicapés vers les établissements scolaires qui demeurent à la charge des départements), des services non urbains, réguliers ou à la demande, ou encore de la desserte des îles françaises. 
Le président de la République élu en 2017, Emmanuel Macron, avait promis durant sa campagne présidentielle de « supprimer au moins un quart des départements, là où ils peuvent être rapprochés de l’une de nos grandes métropoles » avant de réviser cette orientation, notamment après la création, en octobre 2018, d’un ministère « chargé des collectivités », attribué à l’ancien président du département de l’Eure, Sébastien Lecornu, puis les besoins exprimés lors du grand débat national en 2019. Les autres niveaux ne semblent guère adaptés à l'action sociale et la réduction du nombre de régions rend ce niveau intermédiaire entre la commune et la région difficilement dispensable, d'où la limitation de la réduction de départements à des fusions volontaires comme celle réalisée en Corse, prévue entre le Haut et le Bas-Rhin et envisagée entre la Savoie et la Haute-Savoie. La reprise de compétences départementales par les métropoles est abandonné, sauf pour la Métropole d'Aix-Marseille-Provence où elle reste en débat, alors que la révision annoncée de l'organisation sur le périmètre de la Métropole du Grand Paris est reportée.

## Chronologie législative
| Projet de loi |                         | Première lecture | Première lecture | Première lecture | Première lecture | Deuxième lecture | Deuxième lecture  | Commission mixte paritaire | Conseil constitutionnel | Président       |
| Projet de loi | Sénat                   | Sénat            | Sénat            | Assemblée        | Sénat            | Assemblée        | Assemblée + Sénat |                            | Conseil constitutionnel | Président       |
| --- | ----------------------- | ---------------- | ---------------- | ---------------- | ---------------- | ---------------- | ----------------- | -------------------------- | ----------------------- | --------------- |
| Projet de loi | Dépôt                   | Dépôt            | Vote             | Vote             | Vote             | Vote             | Résultat          | Contrôle                   | Promulgation            |                 |
| Élection des conseillers départementaux, des conseillers municipaux et des conseillers communautaires et modification du calendrier électoral | Étapes de la discussion | 28 novembre 2012 | 28 novembre 2012 | 18 janvier 2013  | 26 février 2013  | 14 mars 2013     | 2 avril 2013      | 2 avril 2013               | 16 mai 2013             | 17 mai 2013     |
| Élection des conseillers départementaux, des conseillers municipaux et des conseillers communautaires et modification du calendrier électoral | Étapes de la discussion | Texte initial    | Étude d’impact   | Texte rejeté     | Texte adopté     | Texte adopté     | Texte adopté      | Texte définitif            | Décision                | Loi no 2013-403 |
| |                         |                  |                  |                  |                  |                  |                   |                            |                         |                 |
| Modernisation de l'action publique territoriale et affirmation des métropoles                                                                 | Étapes de la discussion | 10 avril 2013    | 10 avril 2013    | 6 juin 2013      | 23 juillet 2013  | 7 octobre 2013   | 12 décembre 2013  | 19 décembre 2013           | 23 janvier 2014         | 27 janvier 2014 |
| Modernisation de l'action publique territoriale et affirmation des métropoles                                                                 | Étapes de la discussion | Texte initial    | Étude d’impact   | Texte adopté     | Texte adopté     | Texte adopté     | Texte adopté      | Texte définitif            | Décision                | Loi no 2014-58  |
| |                         |                  |                  |                  |                  |                  |                   |                            |                         |                 |
| Délimitation des régions et élections régionales et départementales                                                                           | Étapes de la discussion | 18 juin 2014     | 18 juin 2014     | 4 juillet 2014   | 23 juillet 2014  | 30 octobre 2014  | 25 novembre 2014  | 27 novembre 2014           | 15 janvier 2015         | 16 janvier 2015 |
| Délimitation des régions et élections régionales et départementales                                                                           | Étapes de la discussion | Texte            | Étude d’impact   | Texte adopté     | Texte adopté     | Texte adopté     | Texte adopté      | Désaccord                  | Décision                | Loi no 2015-29  |
| |                         |                  |                  |                  |                  |                  |                   |                            |                         |                 |
| Nouvelle organisation territoriale de la République                                                                                           | Étapes de la discussion | 18 juin 2014     | 18 juin 2014     | 27 janvier 2015  | 10 mars 2015     | 2 juin 2015      | 2 juillet 2015    | 9 juillet 2015             | 6 août 2015             | 7 août 2015     |
| Nouvelle organisation territoriale de la République                                                                                           | Étapes de la discussion | Texte            | Étude d’impact   | Texte adopté     | Texte adopté     | Texte adopté     | Texte adopté      | Texte définitif            | Décision                | Loi no 2015-991 |

## Réforme des services déconcentrés de l'État
Parallèlement à la réforme territoriale, le gouvernement annonce le mercredi 2 juillet 2014 en Conseil des ministres son intention de relancer la réforme de l'État, dont celle de ses services déconcentrés, notamment par un renforcement du « rôle de proximité » de l'État dans les départements. Trois membres du gouvernement sont désignés pour mener ce chantier : le ministre de l'Intérieur, la ministre de la Décentralisation et de la Fonction publique et le nouveau secrétaire d'État Thierry Mandon ayant repris une partie du portefeuille de Marylise Lebranchu en se voyant chargé de la réforme de l'État et de la simplification. Le communiqué de presse du gouvernement précise les orientations de cette réforme par niveau de territoire : 
- À l’échelon régional, l'État se concentrera sur son positionnement stratégique. Son organisation coïncidera avec les 14 futures grandes régions. Il devrait donc y avoir une diminution du nombre de préfets de régions. Un schéma de réorganisation sera proposé par le ministre de l'intérieur avant la fin du premier trimestre 2015.
- À l’échelon départemental, l'État verra ses responsabilités régaliennes et opérationnelles confortées dans son rôle de proximité vis-à-vis de l’usager et continuera de veiller à la cohésion sociale et territoriale en offrant un accès rapide à tous les services publics. Il s’adaptera à la nouvelle donne créée par l’émergence des métropoles et le renforcement des intercommunalités.
- À l’échelon départemental, des points de contact de proximité, avec les maisons de service public et les maisons de l'État, garantiront un accès facilité à toutes les administrations.

Le gouvernement indique en outre que de ce fait la charte de la déconcentration des services de l'État de 1992 sera revue et évoque une « revue des missions des administrations centrales et déconcentrées [qui] sera conduite pour identifier celles qui relèvent des missions fondamentales de l’État et celles qui doivent être abandonnées ou exercées différemment »,.